# Тухка
Тухка — пресноводное озеро на территории Пяозерского городского поселения Лоухского района Республики Карелии.

## Общие сведения
Площадь озера — 1,2 км². Располагается на высоте 132,1 метров над уровнем моря.
Форма озера лопастная, продолговатая: оно более чем на три километра вытянуто с запада на восток. Берега изрезанные, каменисто-песчаные, преимущественно возвышенные.
Через Тухка течёт река Корпийоки, впадающая в реку Пончу, которая, в свою очередь, впадает в Пяозеро.
На северном берегу водоёма располагается посёлок городского типа Пяозерский. Через него, практически параллельно северному берегу озера Тухка, проходит трасса 86К-127 («Р-21 „Кола“ — Пяозерский — граница с Финляндской Республикой»).
Код объекта в государственном водном реестре — 02020000411102000000483.